# Staurodiscus heterosceles
Staurodiscus heterosceles är en nässeldjursart som beskrevs av Ernst Haeckel 1879. Staurodiscus heterosceles ingår i släktet Staurodiscus och familjen Hebellidae. Inga underarter finns listade i Catalogue of Life.